# U-Bahnhof Philharmonie (Essen)
Der U-Bahnhof Philharmonie ist die älteste unterirdische Stadtbahnstation der Stadtbahn Essen. Sie liegt im Essener Südviertel nahe der namensgebenden Philharmonie im Saalbau Essen. Dabei ist sie die nördlichste Station der Südstrecke, die sowohl von der normalspurigen Stadtbahn Essen als auch der meterspurigen Straßenbahn Essen in Tunnellage befahren wird.

## Lage und Aufbau
Der U-Bahnhof befindet sich unter der Huyssenallee nahe der Philharmonie. Er verfügt über zwei Gleise mit Seitenbahnsteigen. Sie können über Treppen und Rolltreppen durch insgesamt vier Eingänge erreicht werden. Da die Gleise sowohl von normalspurigen Stadtbahn-Fahrzeugen als auch von meterspurigen Straßenbahnen befahren werden, sind Dreischienengleise verbaut worden. Der ca. 90 m lange Bahnsteig hat auf einer Länge von 37 m auf eine Höhe von 24 cm über Schienenoberkante in dem Niederflurstraßenbahnen halten können. Auf der restlichen Länge hat der Bahnsteigbereich eine Höhe von 92 cm über Schienenoberkante, die einen barrierefreien Einstieg in Hochflur U-Stadtbahnen ermöglicht. Die beiden Bahnsteigteile sind mittels Treppen und Rampen verbunden.

## Geschichte
Der U-Bahnhof wurde mit dem Namen Saalbau am 5. Oktober 1967 im Zuge der ersten, 522 Meter langen Essener Tunnelstrecke eröffnet. Dies diente der Unterführung des Straßenzuges Friedrichstraße/Hohenzollernstraße, der damaligen B1. Sie wurde von den Straßenbahnlinien nach Rüttenscheid und weiter nach Bredeney, Rellinghausen über Stadtwaldplatz sowie zur Gruga befahren.
Vor der Eröffnung der weiterführenden Strecke zum Hauptbahnhof musste die Strecke außer Betrieb genommen werden, um die provisorische Rampe nördlich des Bahnhofes abzubauen und so einen Anschluss an den weiterführenden Tunnel ermöglichen zu können. Die Wiedereröffnung war bei Inbetriebnahme der Stadtbahn Essen im Mai 1977.
In den 1980er Jahren wurde die Südstrecke unter der Rüttenscheider Straße zwischen Saalbau und Rampe Bredeneyer Straße mit einem Abzweig zum Grugastadion gebaut. Diese ging am 1. Juni 1986 in Betrieb. Vor Eröffnung dieser Tunnelverlängerung musste der Bahnhof Saalbau erneut außer Betrieb genommen werden, um abermals eine Rampe, diesmal die südliche, abzubauen und die Bahnsteige auf die heutige Höhe anheben zu können. Ursprünglich hatten sie Straßenbahnniveau.
Da im Zuge der Tunneleröffnung der Südstrecke die Straßenbahnstrecke nach Rellinghausen über Stadtwaldplatz eingestellt wurde, verkehrten auf dieser Strecke die Straßenbahnlinien 101, 107 und 127 nach Bredeney sowie die damals neu eingerichtete Stadtbahnlinie U11 zum Grugastadion.

### Benennung
Der Bahnhof wurde unter dem Namen Saalbau eröffnet. Nachdem der Essener Saalbau zur Philharmonie umgebaut wurde, bekam der Bahnhof 2004 den Namen Philharmonie/Saalbau. Der Zusatz Saalbau entfiel dann zu einem späteren Zeitpunkt.

### Barrierefreier Ausbau der Südstrecke
Am 10. Dezember 2018 begannen die Arbeiten für den barrierefreien Umbau der Südstrecke zwischen den Haltestellen Essen Hauptbahnhof und Essen-Bredeney. Da zwischen den Haltestellen Philharmonie sowohl Hochflur U-Stadtbahnen, als auch Straßenbahnen verkehren, wurde eine Lösung angestrebt um einen barrierefreien Einstieg für Fahrgäste aller Linien an allen Stationen ermöglicht.
Hierfür wurden an den Haltestellen Philharmonie, Rüttenscheider Stern und Martinstraße, jeweils zirka ein Drittel der etwa 90 m langen Bahnsteige auf 24 Zentimeter abgesenkt um einen Stufenlosen einstieg in Niederflurfahrzeuge zu ermöglichen.
Am U-Bahnhof Philharmonie wurden auf einer Länge von jeweils 37 m die beiden seitlichen Bahnsteige auf 24 cm über Schienenoberkante abgesenkt. Im Haltebereich der U-Stadtbahn wurde das Gleisbett um 10 cm von 82 cm auf 92 cm zwischen Schienenoberkante und Bahnsteig abgesenkt, sodass ein stufenloser Einstieg in die Hochflurfahrzeuge möglich ist. Seit der Eröffnung am 6. August 2023 verkehren auf der Linie 108 ausschließlich Niederflurstraßenbahnen.
Im Zuge der ca. 21,5 Millionen Euro teueren Umbaumaßnahmen der Südstrecke wurden zudem alle umgebauten Bahnhöfe an die neuen Brandschutzstandards angepasst. Hierfür wurden neue Fluchttüren und Notausgangsbeschilderungen installiert.

## Bedienung
Der Stadtbahnhof wird heute von der Linie U11 der Stadtbahn Essen und der Straßenbahnlinie 108 bedient. In der Hauptverkehrszeit verkehren auch Verstärkerfahrten der Straßenbahnlinie 107 im U-Bahnhof. Alle Linien werden von der Ruhrbahn betrieben.
| Linie | Verlauf | Takt (Mo–Fr)         |
| ----- | --- | -------------------- |
| U 11  | GE-Horst, Buerer Straße – Schloss Horst – GE-Horst, Fischerstraße – E-Karnap, Alte Landstraße – Boyer Straße – E-Karnap, Arenbergstraße – E-Altenessen, Heßlerstraße – II. Schichtstraße – U Karlsplatz – U Altenessen Mitte – U Kaiser-Wilhelm-Park – U Altenessen Bf – U Bäuminghausstraße – U Bamlerstraße – U Universität Essen – U Berliner Platz – U Hirschlandplatz – U Essen Hbf – U Philharmonie – U Rüttenscheider Stern – U Martinstraße – U Messe Ost/Gruga – Essen, Messe West/Süd/Gruga | 10 min               |
| 107   | Kulturlinie 107: Abzw. Katernberg – Zollverein – Stoppenberg – U Viehofer Platz – U Rathaus Essen – U Essen Hbf – U Philharmonie – U Rüttenscheider Stern – Rüttenscheid U Martinstraße – U Florastraße – Bredeney | 10 min (nur zur HVZ) |
| 108   | Altenessen Bf – Höltestraße – Seumannstraße – Katzenbruchstraße – Am Freistein – U Viehofer Platz – U Rathaus Essen – U Essen Hbf – U Philharmonie – U Rüttenscheider Stern – Rüttenscheid U Martinstraße – U Florastraße – Alfredusbad – Kruppallee – Frankenstraße – Bredeney | 10 min               |

Die gleichnamige oberirdische Haltestelle wird tagsüber im Busnetz nicht angefahren. Nachts ist der U-Bahnhof geschlossen und diese Haltestelle wird von den Nacht-Buslinien der Ruhrbahn genutzt.
| Linie | Verlauf | Takt   |
| ----- | --- | ------ |
| NE8   | Essen Hbf – Philharmonie – Rüttenscheider Stern – Rüttenscheid Martinstraße – Florastraße – Bredeney – Werden – Werdener Markt – Essen-Heidhausen – Velbert-Losenburg Klinikum Niederberg – Birth – Am Berg – Velbert ZOB                  | 60 min |
| NE13  | Essen Hbf – Philharmonie – Rüttenscheider Stern – Rüttenscheid Martinstraße – Alfredbrücke – Messe Essen/Gruga – Messe West/Süd/Gruga – Sommerburgstr. – Schuir – Schwimmbad Kettwig – Gewerbegebiet Kettwig – (Kettwiger Markt →) Kettwig | 60 min |